# Futebol na China
O Futebol tem sido um dos esportes mais apoiados na China, onde é conhecido por (chinês: 足球, pinyin: zúqiú). Este esporte como praticado atualmente foi introduzido neste país asiático no início dos anos 1900, sendo, atualmente, o esporte coletivo mais popular na China, seguido pelo basquete. O país foi reconhecido pelo ex-presidente da FIFA, Sepp Blatter, como o inventor do futebol, há 5000 anos através, já que este possui alguma similaridade com o ts'uh Kúh, um antigo jogo de bola chinês. Apesar de o ts'uh Kúh ser mundialmente reconhecido como a forma mais antiga de futebol do mundo - existem evidências documentais, na forma de um manual militar - o futebol como praticado atualmente foi oficialmente formalizado na Inglaterra em 1863, originário de um jogo simples que havia sido jogado por muitos séculos entre aldeias da Inglaterra. Por conta deste reconhecimento da FIFA, desde 2015, a cidade chinesa de Linzi abriga o Museu Nacional do Futebol, em que uma placa alerta o visitante: "A confirmação do local original do futebol".
O órgão dirigente do futebol no país é a Associação Chinesa de Futebol (CFA), fundada em 1924 pelo governo nacionalista. Hong Kong e Macau têm equipes e ligas nacionais separadas.
Segundo o ranking da FIFA em 08/08/2017, a Seleção Nacional Masculina está em 77º lugar no mundo e, de acordo com o ranking mundial feminino da FIFA em 23/6/2017, a Seleção Nacional Feminina está em 14º.

## História
Após o desaparecimento do ts'uh Kúh durante a Dinastia Qing, o futebol "ressurgiu" na China, já em sua versão moderna, sob as codificações da Federação Inglesa (FA), no final do Século XIX, a partir das colônias britânicas - Weihai e Hong Kong.
Hong Kong foi o primeiro país na Ásia a estabelecer uma liga de futebol profissional (Liga da Primeira Divisão de Hong Kong) e um clube de futebol (Hong Kong FC). Através de Hong Kong, que foi colonizado pelos britânicos depois da Guerra do Ópio (1839-1842), e como aconteceu um pouco por vários lugares do mundo, soldados, comerciantes e missionários britânicos jogavam bola e a população local começou a se interessar, passando a jogar com os estrangeiros. Desde então, o futebol se desenvolveu rapidamente em Xangai, Tianjin e Qingdao, e eles começaram seus próprios torneios e competições.
O primeiro jogo de futebol em território chinês, sob a regras da Federação Inglesa (FA), aconteceu em 1879, na cidade de Xangai.
Percebendo a expansão do futebol no país, principalmente por intermédio de estrangeiros, mas havendo cada vez mais adesão de chineses, o governo nacionalista decidiu estabelecer a Associação Chinesa de Futebol (CFA), em 1924.
O desenvolvimento do futebol chinês, porém, foi prejudicado pela instabilidade política vivida pela China na primeira metade do Século XX (o país foi invadido pelo Japão, e, depois de se livrar do domínio japonês, entrou em uma guerra civil que só chegaria ao fim em 1949, com o triunfo dos Comunistas).
Em junho de 1992, a Associação Chinesa de Futebol realizou a famosa "Conferência Hongshankou", em Hongshankou, nos subúrbios ocidentais de Pequim, confirmando que o profissionalismo será o ponto de avanço da reforma do futebol. Após a "Conferência Hongshankou", os primeiros clubes profissionais de futebol apareceram na China. Assim, em dezembro de 1993, o Shanghai Greenland Shenhua Football Club torna-se a primeira equipe profissional do país.
Antes disso, as equipes eram semi-profissionais, a maioria administrada por associações de futebol locais, e elas eram nomeadas com o nome das províncias e cidades que defendiam.

## Ligas Nacionais
A Super Liga da Federação Chinesa de Futebol (中国 足球 协会 超级 超级), mais conhecida como Super Liga Chinesa (联赛 联赛, CSL), atualmente conhecida como Super Liga Chinesa do Wanda Plaza, é a mais alta categoria de futebol profissional na China, operando sob os auspícios da Associação Chinesa de Futebol (CFA).
A Super Liga foi criada pelo re-branding da antiga divisão principal, a Associação Chinesa de Futebol Jia-A League, em 2004. Enquanto a liga consistia originalmente em 12 equipes, agora 16 equipes competem nela. Em 2015, o público médio foi de 22.193 espectadores.

### Investimentos e Boom estrangeiro na Liga Nacional
Iniciativas para o desenvolvimento do futebol na China aumentaram exponencialmente em 2008, quando o país foi sede dos Jogos Olímpicos, e alcançou as 4as de final da competição. Além disso, o futebol na China virou uma prioridade do governo do presidente Xi Jinping, ele próprio um fã do esporte.
Programas como o Vision China - parte da FIFA Vision Asia - abrange marketing, desenvolvimento, treinamento de jogadores de futebol, treinadores e árbitros, medicina esportiva, competições, mídia e fãs. Também inclui avaliações do futebol chinês, planejamento de partidas e monitoramento.
O governo chinês traçou planos para tornar a nação asiática uma superpotência no futebol e criar 50.000 escolas especiais de futebol em uma década.
Outro impulsionador do futebol no país foram as vultosas quantias de dinheiro gastas com contratações de atletas de renome internacional, grande parte vinda de ligas de médio porte, como as da AMérica do Sul e dos Estados Unidos. Jogadores como Alexandre Pato, Ramires, Hernanes, Paulinho, Renato Augusto, Ricardo Goulart, Carlos Tevez, Obafemi Martins, Darío Conca, Lavezzi, Gervinho, entre outros, foram atraídos com salários exorbitantes. Para se ter uma ideia, em 2011, o argentino Darío Conca, ao se transferir do Fluminense para o Guangzhou Evergrande, passou a receber, à época, o terceiro maior salário do planeta para um jogador de futebol, perdendo apenas para o argentino Lionel Messi, do Barcelona e o português Cristiano Ronaldo, do Real Madrid.
No final de 2014, Xi Jinping declarou em alto e bom som que a China seria um potência do futebol. O plano é colocar o país entre os melhores do planeta até 2050.

### Escândalos de corrupção
Historicamente, a liga profissional é marcada por manipulação de resultados, apostas ilegais e violência dentro e fora do campo, que o governo chinês prometeu consertar. Não à toa, em 2013 dois ex-altos executivos da Associação de Futebol da China foram presos e processados por aceitar subornos.

## Cobertura
O futebol é coberto pela mídia chinesa. As competições nacionais são geralmente televisionadas na CCTV-5 e na CCTV-5 +. A Guangdong Television reserva direitos, no entanto, para a Premier League e a UEFA Champions League. Desde 1996, a CCTV-5 tem programas semanais que transmitem jogos ao vivo na Serie A italiana e na Bundesliga alemã até a noite de futebol (足球 之 夜). Serie A, Bundesliga e La Liga são transmitidos na CCTV-5. O canal Dongfang Sports de Xangai também tem cobertura regular de futebol.

### Ligas Estrangeiras e Jogadores Notórios
Os fãs de futebol chinês costumam se associar mais a times da Premier League inglesa, da Serie A italiana e da Bundesliga alemã. Jogadores chineses que jogam em ligas europeias atraem grande atenção da mídia. Os pioneiros foram Xie Yuxin, que ingressou no FC Zwolle (Holanda), Gu Guangming, que ingressou no SV Darmstadt 98 (Alemanha), e Jia Xiuquan e Liu Haiguang se juntaram ao FK Partizan (Iugoslávia), todos em 1987. Exemplos mais recentes de destaque incluem Sun Jihai, anteriormente do Manchester City; Zheng Zhi, que jogou pelo Celtic; Shao Jiayi, ex-Munique de 1860, agora do MSV Duisburg; e Yang Chen, ex-Eintracht Frankfurt.